# Меккенгайм (Рейнланд-Пфальц)
Меккенгайм (нім. Meckenheim) — громада в Німеччині, розташована в землі Рейнланд-Пфальц. Входить до складу району Бад-Дюркгайм. Складова частина об'єднання громад Дайдесгайм.
Площа — 15,06 км2. Населення становить 3431 ос. (станом на 31 грудня 2020).

## Галерея

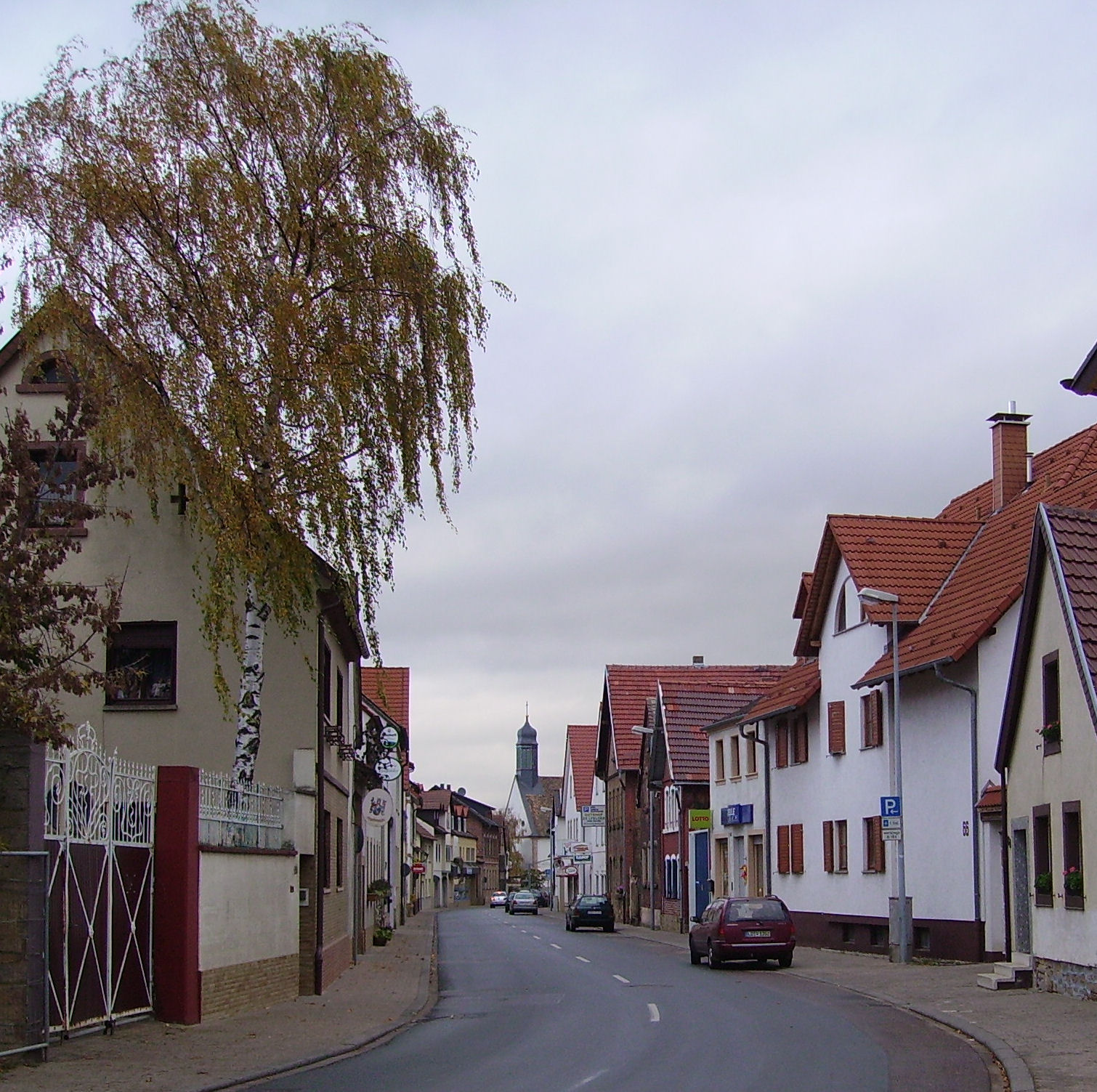
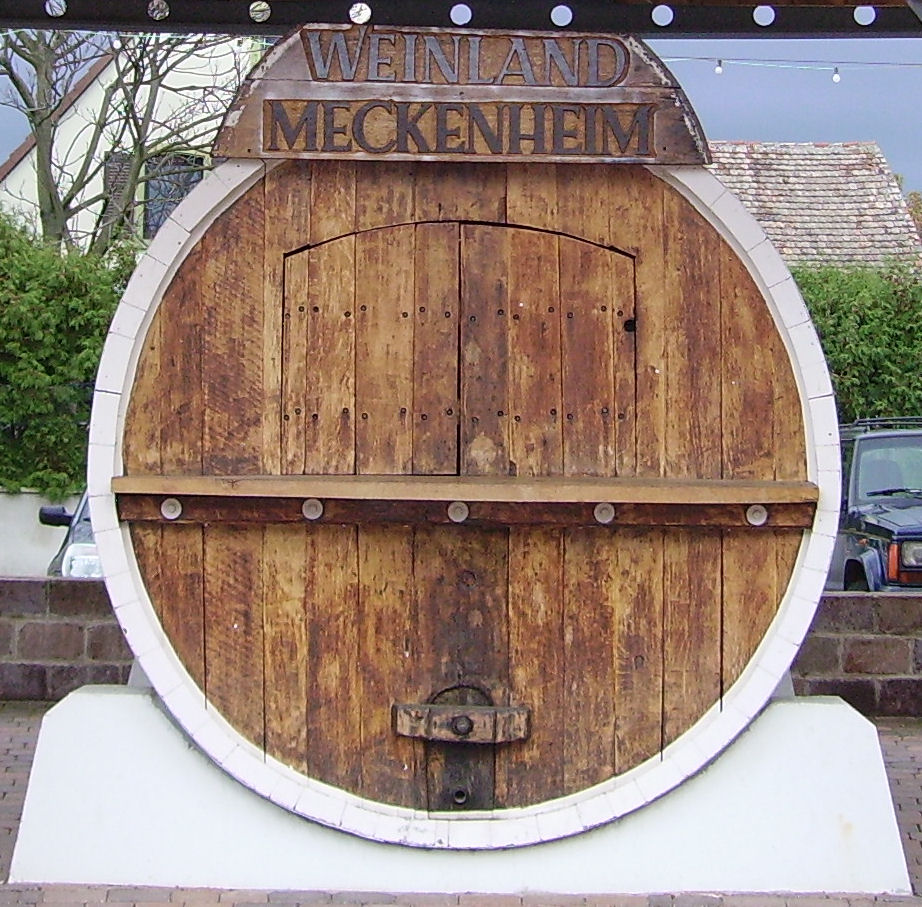